# Urophora coronata
Urophora coronata
 es una especie de insecto díptero. Bassov lo describió científicamente por primera vez en el año 1990.
Esta especie pertenece al género Urophora de la familia Tephritidae.